# Koenraad I van Zähringen
Koenraad van Zähringen (ca. 1090 -  Konstanz, 8 januari 1152) was hertog van Zähringen en vanaf 1127 rector van Bourgondië. Samen met zijn broer, Berthold III van Zähringen, verleende hij Freiburg im Breisgau het stadsrecht.
Koenraad volgde in 1122 zijn broer Berthold III als hertog van Zähringen op. Tijdens zijn leven probeerde hij de macht van het adelsgeslacht Hohenstaufen zo veel mogelijk te beperken en sloot derhalve bondgenootschappen met het adel geslacht Welfen.
Door zijn ondersteuning van Lotharius III van het Heilige Roomse Rijk ontving hij van deze in 1127 het erfgoed van zijn vermoorde neefje Willem III van Bourgondië en kreeg de titel van rector, plaatsvervanger van de keizer.
Koenraad was getrouwd met Clementia van Luxemburg-Namen, dochter van Godfried van Namen en Ermesinde van Luxemburg. 

Koenraad en Clementia hadden vier kinderen:
- Berthold IV van Zähringen (1125-1186), hertog van Zähringen
- Adalbert van Zähringen of ook Adalbert van Teck (1135-1195), stichter van het adelsgeslacht Van Teck
- Clementia van Zähringen (-1167), huwde met Hendrik de Leeuw
- Rudolf van Zähringen, aartsbisschop van Mainz en prins-bisschop van Luik.